# Registerwippe
Die Registerwippe ist eine Bauform eines An-/Ausschalters für ein einzelnes Register einer Orgel. Die länglichen Wippen sind am Spieltisch angebracht und werden durch den Organisten oder Registranten bedient.

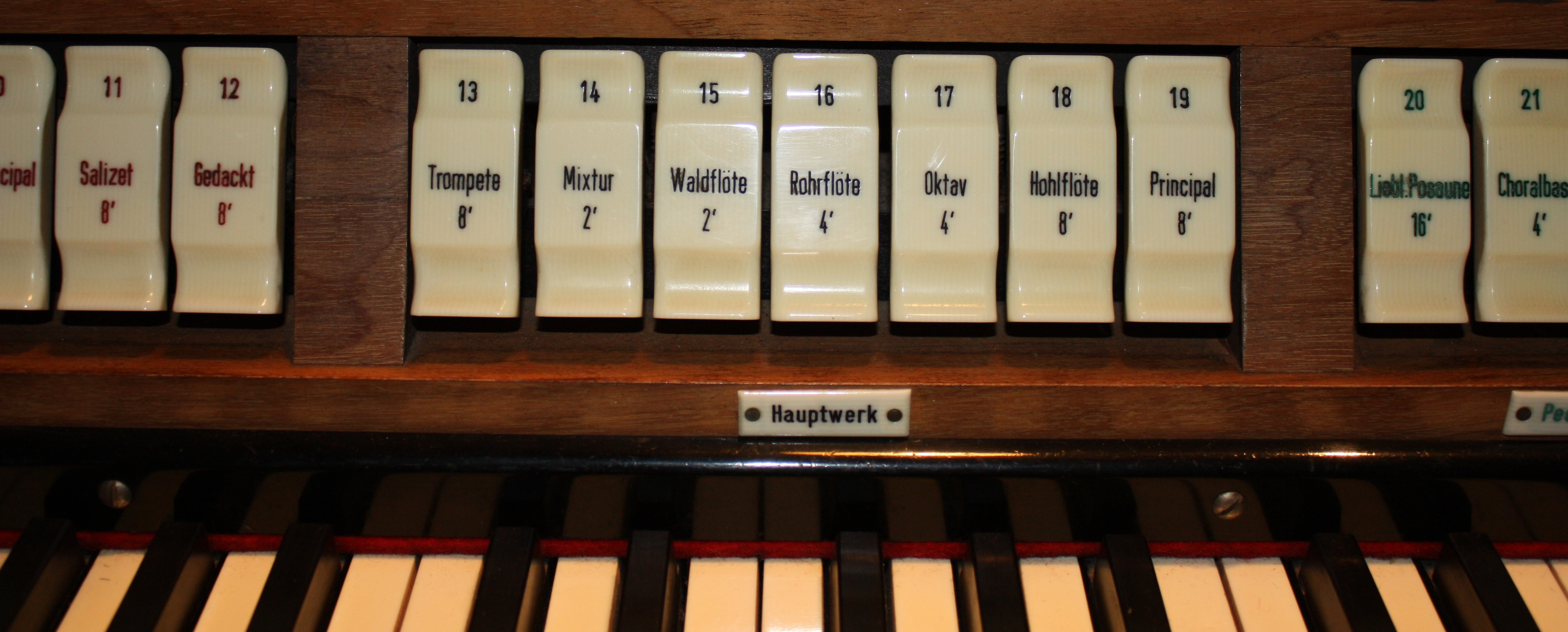
Verschiedenfarbig beschriftete Registerwippen der Orgel der Kirche St. Maria (Buxheim)

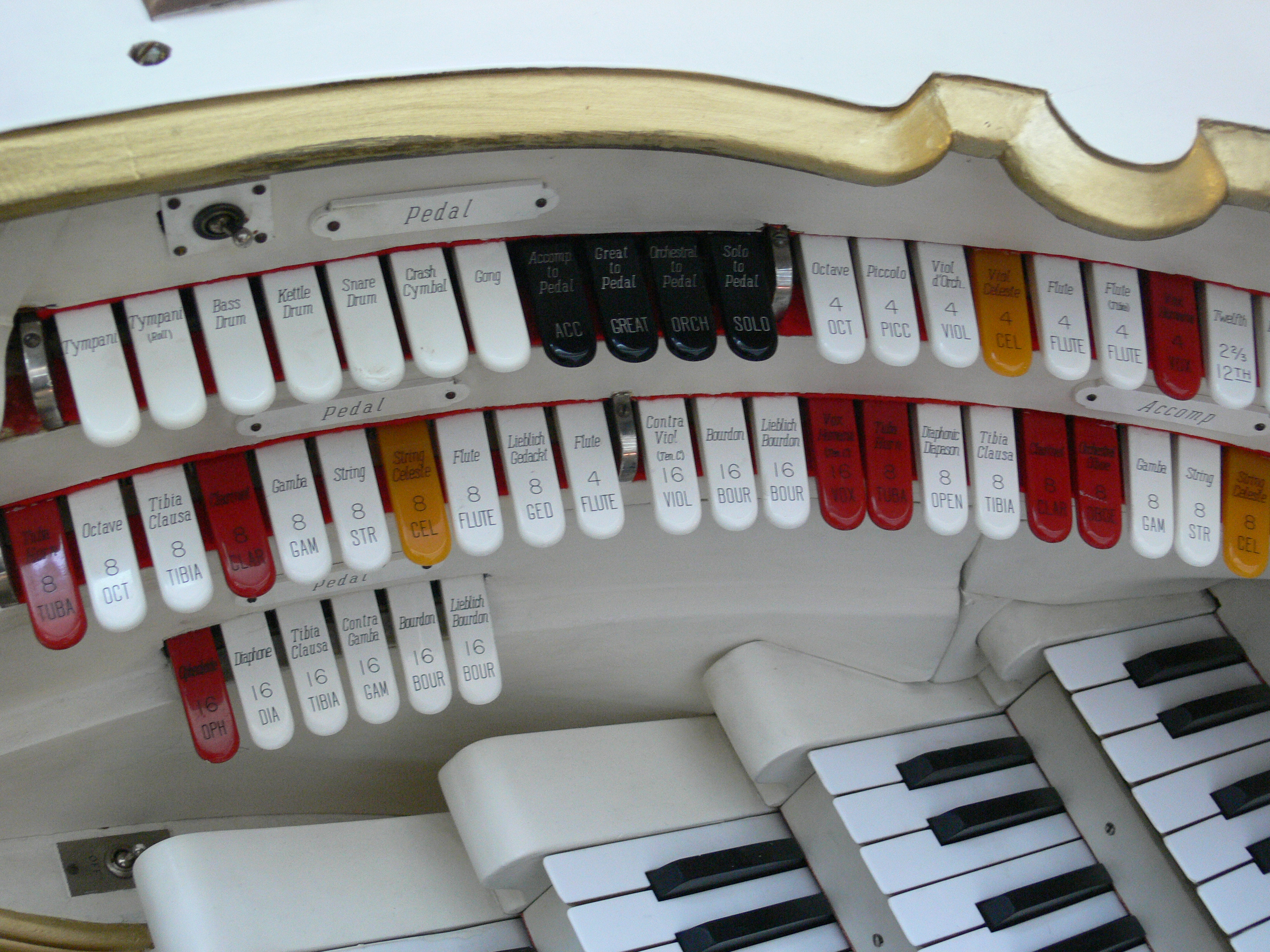
Verschiedenfarbige Registerzungen an einem Wurlitzer Spieltisch

Sie sind in einer Reihe über und/oder mehrreihig auf Registertafeln neben den Manualen angeordnet. Da die Wippe im „An“-Zustand eine andere Position als im „Aus“-Zustand hat, kann der Organist schnell erkennen, welche Register eingeschaltet sind.
Registerwippen haben meistens eine weiße Grundfarbe und sind mit dem Registernamen und der Fußzahl bzw. bei mehrchörigen Registern mit der Anzahl der Pfeifenreihen in schwarzer Schriftfarbe beschriftet. Zusätzlich können Farbcodierungen z. B. die Zugehörigkeit des Registers zu einem Werk oder die Zugehörigkeit des Registers zur Familie der Zungenpfeifen angeben. Beschriftung, Farbkennung und Anordnung der Registerwippen sind nicht normiert, sie unterscheiden sich je nach ausführender Orgelbauwerkstatt.
Registerzungen, die oft an Kinoorgeln zu finden sind, stellen eigentlich nur eine Spezialform der Registerwippe da.
Neben Registern können auch Koppeln durch Registerwippen an- bzw. ausgeschaltet werden.
Registerwippen bestehen aus der sichtbaren Wippe und dem dahinterliegenden Schalter. Die Verwendung von Registerwippen bedingt eine elektrische oder pneumatische Registertraktur.
Bei einer elektrischen Registertraktur mit einer Kombination als Spielhilfe (Setzer oder freie Kombination) kann der Wippschalter selbststellend ausgeführt sein. So wird bei dem Abruf einer vorher gespeicherten Registrierung dem Organisten eine schnell erkennbare optische Rückmeldung über die eingeschalteten Register gegeben.